# 9915 Potanin

9915 Potanin

9915 Potanin eller 1977 RD2 är en asteroid i huvudbältet som upptäcktes den 8 september 1977 av den rysk-sovjetiske astronomen Nikolaj Tjernych vid Krims astrofysiska observatorium på Krim. Den har fått sitt namn efter Grigorij Potanin.
Asteroiden har en diameter på ungefär 11 kilometer.